# Паљане
Паљане је насеље у Србији у општини Ћуприја у Поморавском округу. Према попису из 2022. било је 345 становника.
У селу је 4/5. септембра 1934. убијен хомољски хајдук Иван Бабејић.

## Демографија
У насељу Паљане живи 425 пунолетних становника, а просечна старост становништва износи 43,7 година (42,7 код мушкараца и 44,7 код жена). У насељу има 148 домаћинстава, а просечан број чланова по домаћинству је 3,61.
Ово насеље је великим делом насељено Србима (према попису из 2002. године), а у последња три пописа, примећен је пад у броју становника.
|  |

| Демографија | Демографија | Демографија |
| Година      | Становника  | Становника  |
| ----------- | ----------- | ----------- |
| 1948.       | 1.002       |             |
| 1953.       | 943         |             |
| 1961.       | 853         |             |
| 1971.       | 737         |             |
| 1981.       | 702         |             |
| 1991.       | 662         | 555         |
| 2002.       | 535         | 684         |

| Етнички састав према попису из 2002.‍ | Етнички састав према попису из 2002.‍ | Етнички састав према попису из 2002.‍ | Етнички састав према попису из 2002.‍ | Етнички састав према попису из 2002.‍ |
| ------------------------------------ | ------------------------------------ | ------------------------------------ | ------------------------------------ | ------------------------------------ |
|                                      |                                      |                                      |                                      |                                      |
| Срби                                 | Срби                                 |                                      | 522                                  | 97,57%                               |
| непознато                            | непознато                            |                                      | 13                                   | 2,42%                                |

| Година пописа     | 1948. | 1953. | 1961. | 1971. | 1981. | 1991. | 2002. |
| ----------------- | ----- | ----- | ----- | ----- | ----- | ----- | ----- |
| Број домаћинстава | 174   | 167   | 186   | 168   | 168   | 159   | 148   |

| Број чланова      | 1  | 2  | 3  | 4  | 5  | 6  | 7 | 8 | 9 | 10 и више | Просек |
| ----------------- | -- | -- | -- | -- | -- | -- | - | - | - | --------- | ------ |
| Број домаћинстава | 25 | 40 | 16 | 17 | 14 | 22 | 7 | 3 | 3 | 1         | 3,61   |

| Пол    | Укупно | Неожењен/Неудата | Ожењен/Удата | Удовац/Удовица | Разведен/Разведена | Непознато |
| ------ | ------ | ---------------- | ------------ | -------------- | ------------------ | --------- |
| Мушки  | 213    | 31               | 155          | 18             | 9                  | 0         |
| Женски | 227    | 24               | 148          | 47             | 5                  | 3         |
| УКУПНО | 440    | 55               | 303          | 65             | 14                 | 3         |

| Пол    | Укупно                    | Пољопривреда, лов и шумарство | Рибарство                            | Вађење руде и камена | Прерађивачка индустрија       |
| ------ | ------------------------- | ----------------------------- | ------------------------------------ | -------------------- | ----------------------------- |
| Мушки  | 105                       | 40                            | 0                                    | 0                    | 21                            |
| Женски | 68                        | 44                            | 0                                    | 0                    | 4                             |
| УКУПНО | 173                       | 84                            | 0                                    | 0                    | 25                            |
| Пол    | Производња и снабдевање   | Грађевинарство                | Трговина                             | Хотели и ресторани   | Саобраћај, складиштење и везе |
| Мушки  | 2                         | 12                            | 13                                   | 0                    | 5                             |
| Женски | 0                         | 0                             | 3                                    | 0                    | 1                             |
| УКУПНО | 2                         | 12                            | 16                                   | 0                    | 6                             |
| Пол    | Финансијско посредовање   | Некретнине                    | Државна управа и одбрана             | Образовање           | Здравствени и социјални рад   |
| Мушки  | 0                         | 1                             | 4                                    | 0                    | 2                             |
| Женски | 0                         | 0                             | 1                                    | 0                    | 11                            |
| УКУПНО | 0                         | 1                             | 5                                    | 0                    | 13                            |
| Пол    | Остале услужне активности | Приватна домаћинства          | Екстериторијалне организације и тела | Непознато            | Непознато                     |
| Мушки  | 3                         | 0                             | 0                                    | 2                    | 2                             |
| Женски | 1                         | 0                             | 0                                    | 3                    | 3                             |
| УКУПНО | 4                         | 0                             | 0                                    | 5                    | 5                             |